# 코야스 타케히토
코야스 타케히토(일본어: 子安 武人 こやす たけひと[*], 1967년 5월 5일 ~ )는 일본의 성우이다. 가나가와현 요코하마시 미나미구 출신. 티즈팩터리 사장. 애칭은 코야삐, 코야삥, 사장님, 자안 씨 등.

## 약력
- 10여 년간 프로덕션 바오밥에 소속되어 있다가 독립하여 자신의 사무소를 설립했다.
- 성우계에서 최초로 'DVD 뮤직클립(뮤직비디오 모음집)'을 만들었다.
- 1990년대 후반, 남자 성우로는 최초로 성우 잡지의 표지로 등장. 지금은 드물지 않은 일이지만 당시에는 획기적이었다고 한다.
- 1997년부터 시작된, 성우를 중심으로 한 미디어 믹스 작품 '바이스 크로이츠(Weiß kreuz)'의 기획 및 원작을 맡았다. 성우를 먼저 캐스팅하고 그에 맞춰 캐릭터와 스토리를 짠다는 발상이 참신하다는 평가를 받으며 많은 인기를 얻었다.
- 라디오 퍼스널리티로서 출연도 다수. 하쿠센사 잡지 "하나토유메" 관련으로, "코야스 타케히토의 러브러브 쇼코미 아일랜드"를 일요일 밤 10시 반부터 30분 간 방송 할 때, 엽서를 보내거나 라디오를 듣고 있을 팬인 여자아이를 "코네코쨩(아기 고양이)"이라 불렀다. 다만, 방송에서 남자 아이에게서도 엽서가 보내져 가끔 소개하고 있었다. 그 후, 이 방송의 라디오 CD가 발매되어 많은 청취가의 엽서가 읽혔다. 웹 라디오 "아니메점장! 코야스 타케히토의 VOICE 캬라비"에서도 시작할때와 끝날 때 인사에 "코네코짱(아기 고양이)"을 사용하고 있어,남자 청취자들의 요청을 받아 "& 보-즈(꼬마)"를 붙이게 되었다.
- 옛날 "ZAZEL"이라는 이름으로 음악 활동을 하고 있었다. 지금도 "더 이상 ZAZEL은 하지 않는건가?"라고 물어오는 일이 있지만, 본인은 "이제 나이가 나이라서" 라며 재활동을 부정하는 코멘트를 하고 있다.
- 바이스 등에서 활동을 하고 있던 90대 후반, 남성 성우로서 처음으로 성우 잡지 표지에 등장. 현재는 성우 잡지 표지에 남성 성우가 등장하는 것은 그만큼 드물지 않지만, 당시에는 "성우 잡지 표지에 등장하는 것은 여자 성우"인 것이 당연하다는 느낌이었기 때문에 남성 성우가 성우 잡지 표지에 등장하는 것은 획기적인 것이었다.
- 히로카와 타이치로가 타계했을 때 추도의 코멘트를 보냈다.
- 아직도 "게임 = 어린아이 것"이라는 인식이 강했던 90년대 초부터 좋아하는 것은 게임이라고 공언하고 있을 만큼, 업계 굴지의 게임 마니아로 알려져 있다. 자신이 연기한 작품은 대충 플레이 하지만, 액션이나 슈팅 게임은 별로 특기는 아니라고 한다.

## 출연작

### TV 애니메이션
1988년
- 아니메 삼총사 (프랑소와즈)
- F
- 소레이케!앙팡맨(콘군(식빵맨))
- 돈돈 드멜과 론(방송 레귤러)

1989년
- 기동경찰 패트레이버](정비원、작업원B、남자D、경관)
- 천공전기 슈라토 (쿠로키 가이、야차왕)
- 마동왕 그랑조트 (흑전사)
- 란마½ (다이스케, 젊은 시절의 핫포사이(팔보채), 견우)
- 바람의 전사 (슈라)

1990년
- 아이돌 천사 요우코소 요코소（다이치)
- NG 기사 라무네 & 40（사이존)
- 캣당 인전 테얀데에（네키, 킨노스케(錦之助))
- 타임 트래블 톤데케만! (하만)
- 즐거운 무민 일가 (스너프킨)
- 피그마리오 (은기사 마리우스)
- 마법의 천사 스위트 민트 (트롤)
- 용자 엑스카이저 (야만 왕자) * 제20화 표적이 된 신부

1991년
- 나는 직각 (고우 신타로)
- 기갑경찰 메탈잭 (존 맥슨, 아나운서)
- 즐거운 무민 일가 모험일기 (스나후킨)
- 인어공주 마리나의 모험 (저스틴 왕자)

1992년
- 내일로 프리킥 (란도 신)
- 우주의 기사 테카맨 블레이드 (테카맨 에빌 & 아이바 신야)
- 맛의 달인 (鏡洋関) * 129화
- 크레용 신짱 (혼다)
- 전설의 용자 다간 (세븐 체인저)
- 히메짱의 리본 (아리사카 세이)
- 야와라! (웨이터)
- 유☆유☆백서 (사귀, 累中불량리더)
- 도쿄 바빌론 (사쿠라즈카 세이시로)

1993년
- 기동전사 V건담 (라이오르 사바토)
- 용사특급 마이트가인 (란) * 41화. 검은 전율
- 남극소년 파푸와군 (이바라키)

1994년
- 기동무투전 G건담 (베르이만 박사)
- 공포의 쿄짱 (마츠모토 히토시)
- SAMURAI SPIRITS~파천강림의 장~ (탐탐(타무타무))
- 초 버릇이 될 것같아 / 常勝中 캡틴（常勝中キャプテン)
- D・N・A²~어디선가 잃어버린 그녀석의 그녀석(스가시타 류지)
- 패왕대계 류나이트（프로이）
- 마크로스7（감린 키자키)
- 마법진 구루구루（음유시인, 타테지와 네즈미）
- 용자경찰 제이데커/용자 시리즈（빅팀 올랜드）
- 유☆유☆백서（키도 아사토)

1995년
- 애천사전설 웨딩피치（산드라）
- 괴도 세인트 테일（다이）
- 신기동전기 건담 W（젝스 마키스/밀리아르드 피스크래프트）
- 신세기 에반게리온（아오바 시게루）
- 스트리트 파이터 IIV（딜）
- 슬레이어즈 （레조=그레이워즈, 복제 레조, 자나파）
- 후시기유우기（호토호리)

1996년
- H2 （히로타 카츠토시)
- 엘프를 사냥하는 자들 （앤디)
- 세이버 마리오네트 J （하나가타 미츠루기)
- 체포하겠어（아오야기 테츠)
- 명탐정 코난 （나치 신고)
- B'T X（미라)
- 용자지령 다그온/용자 시리즈 （히로세 카이, 터보 카이, 융합합체 다그터보, 중련합체 라이너 다그온, 초중련합체 슈퍼 라이너 다그온)
- 쾌걸 조로（페르난도)

1997년
- 김전일 소년의 사건부 （히무라 코헤이)
- CLAMP학원 탐정단 （에비하라 선생님, 다도 교수)
- 소녀혁명 우테나 （키류 토우가)
- 닌타마 란타로（오오키 마사노스케(2대))
- 비스트 워즈 초생명체 트랜스포머 （총사령관 콘보이)
- 마스터 모스키튼'99 （모스키튼)
- MAZE☆폭렬시공 （사벨)
- 초수전설 게슈탈트 (올리비에)

1998년
- EAT-MAN'98 （마르코)
- 이차원세계 엘하자드 （다르 나르시스)
- 이니셜D（타카하시 료스케)
- Weiß kreuz（아야)
- 은하표류 바이팜（아란 첸버)
- 시공전초 나스카（다테 나사마리)
- SHADOW SKILL-영기(影技, 에이기)（카이=싱크)
- 세이버 마리오네트 J to X （하나가타 미츠루기)
- 센티멘탈 져니（젊은 선생님)
- 트라이건 （로드렉총장)
- 프린세스 나인 키사라기(如月)여고 야구부（타카스키 히로키)
- 봄버맨 비다맨 폭외전 （모미테봄)
- 포켓몬스터 （코자부로)
- 마술사 오펜（프레임 하트)
- 우로우니 켄신 -메이지검색낭만담（진부우(진풍))
- 바이스 크로이츠 (아야)

1999년
- 이니셜D Second Stage（타카하시 료스케)
- 신팔검전（카이 오오와리)
- 성계의 문장（페르다슈 남작)
- 성방천사 엔젤 링크스 （워렌)
- 비스트 워즈 메탈스 초생명체 트랜스포머（총사령관 메탈스콘보이, 최고사령관 메탈스 파워드 콘보이, 벅)
- 베타맨（베타맨 라미아)
- 쓸데없는 엉터리 실험 애니메이션 엑셀 사가（일파라초)
- B 비더맨 폭외전V（독댄디)
- 마술사 오펜 Revenge （프레임 소울)
- 마법쓰고 싶어!(마호 츠카이Tai(타이)!)（아부라츠보 아야노죠)
- 명탐정 코난（시라쿠라 요우)

2000년
- 아르젠트 소마（단 시몬즈)
- 그라비테이션（사카노)
- 크레용 신짱（후타마타 카케루)
- 게이트 키퍼즈（반쵸 죠타로)
- 사쿠라대전TV（카야마 유이치)
- 성계의 전기（페브다슈 남작)
- ∀건담（김 깅가남)
- 인형초지 꼭두각시 사콘（시노자키 타쿠미)
- BOYS BE…（요코타 타쿠야)
- 육문천외 몬코레 나이트（붉은 죽음의 천사 레다)

2001년
- 이누야샤（가텐마루)
- 샤먼킹（파우스트 8세, 포프)
- 주간 스토리랜드（히비키)
- 신 백설공주 전설 프리티어（타나카)
- 스타오션 EX（디아스 플랙)
- Z.O.E Dolores, i（나프스 블레밍져, 라담 레번즈)
- 찬스~트라이앵글 세션~（코사카 카이토)
- 폭전 슈트 베이블레이드（보르코프)
- FF：U ~파이널 판타지 : 언리미티드~（비스트)
- HELLSING（루크 발렌타인)
- 마호로매틱（류가 토우)
- 명탐정 코난 （무라카미 시로)
- 유☆희☆왕 듀얼 몬스터즈（판도라)

2002년
- Weiß kreuz Glühen（아야)
- OVERMAN 킹게이너（아스함 분)
- 카스민（안개의 사람)
- 기동전사 건담 SEED（무우 라 프라가)
- 캡틴 츠바사(제3작품)（휴가 코지로(청년시절))
- GetBackers-탈환대-（카케이 쥬우베)
- SAMURAI DEEPER KYO（호타루, 핫토리 한조)
- 십이국기（케이키, 소우요)
- 신세기전 마즈（이와쿠라)
- 천지무용!GXP（마사키 쇼우요우)
- 드래곤 드라이브（록카쿠)
- 헝그리 하트 WILD STRIKER（카노 세이스케)
- 풀 메탈 패닉（자이드)
- 마호로매틱~좀 더 아름다운 것~（류가/류가 토우)
- 와일드7 another -모략운하-（룩스)

2003년
- 아스트로 보이 철완 아톰（카토우)
- 에어 마스터（후카미치)
- GAD GUARD（타케나카)
- 카레이도 스타（풀)
- 건그레이브（발라드 버드 리)
- 은하철도이야기（브루스 J 스피드)
- 주간 포켓몬방송국（코자부로)
- 수병위인풍첩 닌자 쥬베이 이야기용보옥편 （쟈시)
- 신데렐라 보이（란마)
- 다이버젠스 이브（쟝 룩크 루브랑)
- 타카하시 루미코 극장（유우지
- 폭전 슛 베이브레이드G 레볼루션（보르코프)
- PAPUWA（코모로군, 하렘)
- 두 개의 스피카（라이온씨, 타카노)
- 플라네테스（유리 미하일로코프)
- 보보보-보 보-보보（보보보-보 보-보보)
- 마탐정로키RAGNAROK（프레이)

2004년
- 이니셜D Fourth Stage（타카하시 료스케)
- 에이리어88（카자마 신)
- 기동전사 건담 SEED DESTINY（네오 로아노크 (무우 라 프라가)
- 음유묵시록 마이네리베（아이작)
- 케로로중사（쿠루루 상사, 가미미 총통, 우주경풍 타코야키 TDR)
- 사무라이 건（코우타)
- SAMURAI 7（우쿄, 텐슈)
- 초생명체 트랜스포머 비스트워즈 리턴즈（콘보이)
- 나나미짱（아오이 유사쿠)
- 강철의 연금술사（루존)
- 두 사람은 프리큐어（미스미 타카시)
- 미사키 크로니클 ~다이버젠스 이브~（쟝 룩크 루브랑)
- 명탐정 코난（아라키 유타카)
- MAJOR 1st season（혼다 시게하루(아버지))
- 따끈따끈 베이커리（쿠로야나기 료, 시로야나기 쿄)
- RAGNAROK THE ANIMATION（키오, 헤이즈)
- 링에 걸어라1（블랙 샤프트)
- 록맨 에그제Stream（이리야)

2005년
- 우에키의 법칙（리호우)
- 사무라이 참프루（우마노스케)
- 지옥소녀（혼조 요시유키)
- 신석 전국영웅신화 진전십용사 The Animation（키리가쿠레 사이조)
- 좋아하는 것은 좋아하니까 어쩔 수 없어!!（요루)
- SPEED GRAPHER（시로가네 카츠야)
- 나나미짱 제2 시리즈（아오이 유사쿠)
- 파타리로 서유기!（반고 나한,반코 난)
- BUZZER BEATER（규마 *WOWOW 편)
- 두 사람은 프리큐어 Max Heart（미스미 타카시)
- 포켓몬스터 어드밴스 제네레이션（코자부로)
- 성실하게 불성실한 쾌걸 조로리（먀리크)
- 마법선생 네기마!（사우전드 마스터 & 나기 스프링필드)
- 유☆희☆왕 듀얼 몬스터즈GX（사이오 타쿠마)
- [[용자왕 가오가이거 FINAL GRAND GLORIOUS GATHERING - 용자 시리즈]（베타맨 라미아)
- LOVELESS（리츠 선생)
- ONE PIECE（아오키지)

2006년
- 오란고교 호스트부（후지오카 료지)
- 카기히메(열쇠공주) 이야기 영구 앨리스 윤무곡（오르타나이트 L 타키온)
- 그늘에서 지킨다!（즌쿠)
- 기신포부 데몬베인（윈 필드)
- 은하철도 이야기~영원으로의 분기점~（브루스 J 스피드)
- 은혼（타카스기 신스케)
- 음유묵시록 마이네리베 wieder（아이작)
- 사랑하는 천사 안젤리크~마음이 눈뜰 때~（꿈의 수호성 올리비에)
- 채운국 이야기 제1시즌（임천야 & 다삭순)
- 더 서드 ~푸른 눈동자의 소녀~（죠간키)
- 슈퍼 로봇 대전OG ~디바인 워즈~（슈우 시라카와)
- 스파이더 라이더즈 ~오라클의 용자들~（이그나스)
- [[Soul Link]（닛타 카즈히코)
- 츠요키스 Cool×Sweet（다테 스바루, 점장)
- 나나미짱 제3시리즈（아오바 유사쿠)
- 빠삐용 로제 New Season（히비키)
- 명탐정 코난（에모토 마사후미)
- 마모루군에게 여신의 축복을!（요한 디타 류디가)
- 링에 걸어라1 일미결전편（블랙 샤프트)
- RED GARDEN（에르베)
- LEMON ANGEL PROJECT（히무로 신야)

2007년
- 사랑하는 천사 안젤리크~빛나는 내일~ （꿈의 수호성 올리비에)
- 강철 삼국지（제갈량 공명)
- 스파이더 라이더즈 ~소생하는 태양~（이그나스)
- Saint October（앗슈)
- 세토의 신부（샤크 후지시로)
- 지구에...（키스 아니안)
- 나나미짱 제4시리즈（아오바 유사쿠)
- BACCANO! -바카노-（럭 간돌)
- 해피해피 클로버（여행 토끼씨)
- BUZZER BEATER 일본TV 편（규마)
- BLEACH (펫셰)
- Myself ; Yourself（와카츠키 슈스케, 아니메블루)
- 마인탐정 네우로（노우가미 네우로)

2008년
- Yes!프리큐어5GoGo!（스콜프)
- GUNSLINGER GIRL -IL TEATRINO-（쟝)
- 스케어 크로우맨（집사(윌터))
- 슬레이어즈 REVOLUTION（레조=그레이워즈)
- 소울이터（엑스칼리버)
- 속 안녕(사요나라) 절망선생（이토시키 케이(절경, 絶景))
- 테일즈 오브 디 어비스（제이드 카티스)
- To LOVE -트러블-（저스틴)
- 백작과 요정（케르피)
- 파천황 유희（세라티드 아나디즈)
- PERSONA -trinity soul-（칸자토 료)
- 포켓몬스터 다이아몬드&펄（ 코자부로)
- 나나미짱 제5 시리즈（아오바 유사쿠)
- 노라미미2（스트로가노프)
- 로자리오와 뱀파이어（수수께끼 박쥐)
- 로자리오와 뱀파이어 CAPU2 （수수께끼 박쥐, 바케바케 박쥐의 코짱, 이쥬인 코타로)
- 로보디즈 풍운편 （밧도르 대장)

2009년
- 게게게의 키타로 (제5작)（팬서)
- 강각의 레기오스（칼리안 로스)
- 키요타이 이야기（이시다 코헤이)
- 참 안녕 절망선생（이토시키 케이 * 제11화 일러스트도 담당)
- 진 연희†무쌍（于吉）
- 슬레이어즈 EVOLUTION-R（적술사 레조)
- 전국BASARA （사루토비 사스케)
- 나나미짱 제6 시리즈（아오바 유사쿠)
- NEEDLESS（아담 브레이드)
- 강철의 연금술사 BROTHERHOOD（스카 형)
- 꽃피는 청소년（쿠인저 하페즈)
- 프린세스 러버!（빈센트 = 팬 홋센)
- 마호로매틱 특별편 다녀왔어(타다이마)◆어서오세요(오카에리)（류가)
- 메탈 파이트 베이브레이드（다이도우지)

2010년
- 아라카와 언더~더 브릿지（시스터)
- 배신자는 내 이름을 알고 있다（키오우 타카시로)
- 누라리횬의 손자 (큐소(세이야))

2012년
- 소드아트온라인 (스고우 노부유키)
- 죠죠의 기묘한 모험 (디오 브란도)

2014년
- 버디 컴플렉스 (빌헬름 한)
- 죠죠의 기묘한 모험 시즌 3 스타더스트 크루세이더즈 (DIO)

2016년
- 괴도 조커 (닥터 네오)

2017년
- 진격의 거인 2기 (짐승 거인)

2019년
- 진격의 거인 3기 2쿨 (지크 예거)

2020년
- 진격의 거인 파이널 1쿨 (지크 예거)

### OVA
- 동경 BABYLON(사쿠라즈카 세이시로)
- 그라비테이션(사카노)

1989년
- 풍마의 코지로(슈라)

1996년
- 파이어 엠블렘(나바르)
- 브론즈(이즈미 타쿠토)
- 투신전(카인)
- 마스터 모스키튼(모스키튼)

1997년
- 후시기 유우기 제2부(호토호리 (유성))
- 초수전설 게슈탈트(올리비에)
- 신기동전기 건담 W : 엔드리스 왈츠(젝스 마키스)

1998년
- 화소의 달 : 추광언(츠치미카도 아리마사)

1999년
- 브레이크 에이지(오사후네 유우키)
- 하록 사가 : 니벨룽겐의 반지 ~라인의 황금~(파조르트)
- 나나코 해체진서(오가미 쿄지)
- 바이스 크로이츠(아야 (후지미야 란))
- 미네르바의 검사(쇼우)

2000년
- 이니셜 D 엑스트라 스테이지(타카하시 료스케)
- 용자왕 가오가이거 파이널(라미아 (소무니움))
- 안젤리크 OVA(올리비에)
- 천사금렵구(키라 사쿠야)

2001년
- 후시기 유우기 영광전(호토호리 (유성))

2002년
- 나코루루 ~그 사람으로부터의 선물~ 고향지외우편(얀탐)
- 게이트 키퍼즈 21(하시모토 다이치)

2003년
- 신 북두의 권(켄시로)
- 세인트 세이야 명왕 하데스 12궁편(라다만티스)

2004년
- 신 겟타로보(아베노 세이메이)
- 기신포후 데몬베인 OVA(윈필드)

2005년
- 헬싱 OVA(발렌타인 형제)
- 세인트 세이야 명왕 하데스 명계편(라다만티스)
- 파파와♥KISS IN THE DARK(우츠노미야 타카유키)

2006년
- 허니 허니 드롭스(쿠키 겐죠)

2007년
- 데드 걸즈(에드거)
- 사쿠라 대전 뉴욕 뉴욕(카야마 히데오)

2008년
- 퀴즈 매직 아카데미(세리오스)

2011년
- 영웅전설 천공의 궤적(올리비에 렌하임)
- 코이 센토(형제)

### 극장판 애니메이션
1997년
- 바람의 검심 -유신지사에의 진혼가- (카지키 사다지로 (카지))
- 슬레이어즈 그레이트 (휴이 아인버그)
- 신세기 에반게리온 - 데스 & 리버스 (아오바 시게루)
  - 신세기 에반게리온 - 에어 / 진심을 너에게 (아오바 시게루)

1998년
- 스프리건 (쟝)

1999년
- 천지무용 in Love 2 (마사키 카츠히토)
- 소녀혁명 우테나 : 어드레센스 묵시록 (키류 토우가)

2001년
- 이니셜 D 서드 스테이지 (타카하시 료스케)
- 사쿠라 대전 활동사진 (카야마 유이치)

2004년
- 애플시드 2004 극장판 (하데스)

2006년
- 개구리 중사 케로로 극장판 (쿠루루 상사)

2007년
- 에반게리온 신극장판 ~ 서 (아오바 시게루)

2009년
- 프리큐어 올스타즈 DX 제1탄 (퓨전)

2010년
- 은혼 극장판 ~ 신역 홍앵편 (타카스기 신스케)
- 꿀벌 하치의 대모험 (라이트 형제)

2011년
- 하트 나라의 앨리스 (유리우스 몬레이)

2013년
- 원피스 12기 극장판-film Z (아오키지)

2017년
- 극장판 오버로드 칠흑의 영웅

2019년
- 진격의 거인:반격의 효시 (짐승 거인)

2020년
- 극장판 바이올렛 에버가든 (클라우디아 하진스)

2021년
- 시도니아의 기사 : 사랑을 잣는 별 (오치아이)

2024년
- 기동전사 건담 SEED FREEDOM (무우 라 프라가)
- 진격의 거인 더 라스트 어택 (지크)

### 게임
1991년
- 베인 드림 FM TOWNS판 (트리스테람)

1992년
- 에메랄드 드래곤 FM TOWNS판 (사오슈얀트)

1995년
- 마리의 아틀리에 ~잘부르그의 연금술사~ (클라이스 큘, 브레드리 시그잘)
- 공상과학세계 걸리버 보이 PC엔진판 (완전한 에로이카)

1996년
- 제4차 슈퍼 로봇 대전S (슈우 시라카와)
- 신세기 에반게리온 SS판 (아오바 시게루)
- 공상과학세계 걸리버 보이 SS판 (완전한 에로이카)
- 마장기신 THE LORD OF ELEMENTAL (슈우 시라카와)
- 전설의 오우거 배틀 (기사 랜슬롯(랜슬롯 해밀톤), 수왕 라이언, 요술 알비레오)
- 택틱스 오우거 (랜슬롯)

1997년
- 신세기 에반게리온 강철의 걸프렌드 (아오바 시게루)
- EVE burst error SS판 (아오키 코지로)
- QUOVADIS 2 ~혹성 강습 오버 레이~ (디온 화이트)
- 파랜드 스토리 ~4개의 봉인~ (디노)
- 발크 슬래시 (크레스 도리)
- 유구환상곡 (아레프 콜슨)
- 트론의 꼬붕 (그라이드)
- 슈퍼 로봇 대전F (아오바 시게루, 슈우 시라카와 젝스 마키스)
- 위저즈 하모니2 (아스트 발티스)

1998년
- 소년탐정 김전일 성현도 슬픔의 복수귀 (아케치 켄고)
- 통곡 그리고… (시바타 케이)
- 사쿠라 대전2 ~그대, 死にたもうことなかれ~ (카자마 유이치)
- 슈퍼 로봇 대전F 완결편 (아오바 시게루, 슈우 시라카와, 젝스 마키스)
- 쌍계의 (사에가미 야토)
- 피노치아가 꾸는 꿈 (클라렌스)
- 포포 로그 (보리스)
- 신세기 로봇 전기 브레이브 사가 (세븐 체인저, 빅팀 올랜드, 히로세 카이(다그 터보, 슈퍼 라이너 다그온))
- 에리의 아틀리에 ~잘부르그의 연금술사2~ (클라이스 큘, 브레드리 시그잘)

1999년
- 사이토 메트리EIJI (아스마 에이지)
- 슈퍼 로봇 대전 콤플리트 박스 (슈우 시라카와)
- 페르소나2 죄 (스오우 타츠야)
- 신세기 에반게리온 NINTENDO64판 (아오바 시게루)
- 마리아2 수태고지의 수수께끼 (카게야마 쥰)
- 발키리 프로파일 레나스 (레자드 바레스)

2000년
- 록맨DASH2 (그라이드, 마스터)
- 브레이브 사가2 (세븐 체인저, 히로세 카이(다그 터보, 슈퍼 라이너 다그온))
- 슈퍼 로봇 대전α (슈우 시라카와, 젝스 마키스, 미리알드 피스 크래프트)
- 선계전 봉신연의 선계등록정사 ~TV애니메이션 선계전 봉신연의보다~ (조공명)
- 페르소나2 벌 (스오우 타츠야)
- 천사의 프레젠트 마알 왕국 이야기 (킬디아, 대마왕)

2001년
- 나코루루 ~그 사람으로부터의 선물~ (얀탐)
- 사쿠라 대전3 ~파리는 불타고 있는가~ (카야마 유이치)
- 슈퍼 로봇 대전α 외전 (김 긴가남, 슈우 시라카와, 젝스 마키스)
- 섀도우 하츠2 (니콜라스 콘라드)
- 루나 윙 ~시간을 넘은 성전~ (히스 크리프)
- 슈퍼 로봇 대전α for Dreamcast (슈우 시라카와, 젝스 마키스)
- 가족계획 PC판 (라우 카페이) : 十文字隼人 명의
- 그로우 랜서III (시온)

2002년
- 제노사가 에피소드I[힘으로의 의지] (토니)
- 사쿠라 대전4 ~사랑하라 소녀~ (카야마 유이치)
- 샤먼킹 스피릿 오브 샤먼즈 (파우스트 8세)
- 두근두근 메모리얼 Girl's Side (히무로 레이이치)
- 언리미티드 사가 (아미크, 프란시스)

2003년
- 이니셜D Special Stage (타카하시 류스케)
- 마브러브 18금판 (이치몬지 타카하시) : 十文字隼人 명의
- 제2차 슈퍼 로봇 대전α (젝스 마키스)
- 샤먼킹 소울 파이트 (파우스트 8세)
- 참마대성 데몬베인 (윈필드) : 十文字隼人 명의
- Angelic Vale Progress (시라누이)
- 신세기 에반게리온 강철의 걸프렌드2nd (아오바 시게루)
- EVE burst error PS2판 (아오키 코지로)
- SAKURA ~설월화~ (후카미 마코토, 타이라노 마사카도)
- 십이국기 -홍련의 안표 황진의 로- (케이키)
- CROSS†CHANNEL PC판 (사쿠라바 히로시) : 十文字隼人 명의
- 슈퍼 로봇 대전Scramble Commander (젝스 마키스)
- 신세기 에반게리온2 (아오바 시게루)
- 와일드 암즈 알터 코드·F (제트)
- EVE burst error Win18판 (아오키 코지로) : 十文字隼人 명의
- 그로우랜서IV (브륜틸)

2004년
- Remember11 -the age of infinity- (유키도 사토루)
- 샤먼킹 훈바리 스피릿 (파우스트 8세)
- 제노사가 프릭스 (토니)
- 푸른 눈물 (스기무라 쥰이치)
- 십이국기 -혁혁한 왕도 홍록의 우화- (케이키)
- 제노사가 에피소드II[선악의 피안] (토니)
- 기신포후 데몬베인 (윈필드)
- 마이네리베 ~우미한 기억~ (아이작)
- 케로로 중사 메로메로 배틀로얄 (쿠루루 상사)
- 기동전사 건담SEED 끝나지 않는 내일로 (무우 라 프라가, 네오 로아노크)
- 마그나카르타 진홍의 성흔 (라울)
- Soul Link PC판 (닛타 카즈히코) : 瑞生愁 명의

2005년
- 기동전사 건담SEED 연합vs.Z.A.F.T. (무우 라 프라가, 네오 로아노크)
- 보보보 보 보 보보 탈출! 하지케 로얄 (보보보 보 보 보보)
- ONE PIECE 그랜드 배틀! RUSH (아오키지)
- ONE PIECE 해적 카니발 (아오키지)
- Fighting For ONE PIECE (아오키지)
- Another Century's Episode (젝스 마키스)
- 라디어터 스토리즈 (레자드 바레스)
- 가족계획 ~마음의 상처~ PS2판 (라우 카페이)
- 팬텀 킹덤 (마왕 제타)
- 샤이닝 포스 네오 (클라인)
- 무사시전II 브레이드 마스터 (간드레이크)
- 사쿠라 대전V ~안녕 사랑스런 그대여~ (카자마 유이치)
- 제3차 슈퍼 로봇 대전α 종언의 은하로 (젝스 마키스, 무우 라 프라가, 감린 키자키)
- 기동전사 건담SEED DESTINY GENERATION of C.E. (무우 라 프라가, 네오 로아노크)
- 물의 선율 (키리하라 타쿠야)
- 케로로 중사 메로메로 배틀로얄Z (쿠루루 상사)
- 테일즈 오브 디 어비스 (제이드 커티스)
- FESTA!! -HYPER GIRLS POP- PC판 (히로하라 쇼)
- 야도희참귀행 (키류 타카유키)
- 킹덤하츠II (사이퍼)
- 전국 바사라 (사루토비 사스케)

2006년
- 마이네리베II ~긍지와 정의와 사랑~ (아이작)
- 마계전기 디스가이아2 (후부키, 토끼)
- 이니셜D STREET STAGE (타카하시 류스케)
- 마브러브 올터네이티브 18금판 (사자키 나오야, 이치몬지 타카하시) : 十文字隼人 명의
- 영웅전설 VI 천공의 궤적 SC (올리비에 렌하임)
- 천외마경 ZIRIA ~머나먼 지팡~ (오로치마루)
- Another Century's Episode 2 (젝스 마키스)
- 제노사가I·II (토니)
- 신세기 에반게리온 강철의 걸프렌드 특별편 (아오바 시게루)
- 신세기 에반게리온2 만들어진 세계 -another cases- (아오바 시게루)
- 발키리 프로파일2 실메리아 (레자드 바레스)
- 슈퍼 로봇 대전OG ORIGINAL GENERATIONS (슈우 시라카와)
- FESTA!! -HYPER GIRLS PARTY- PS2판 (히로하라 쇼)
- Soul Link EXTENSION PS2판 (닛타 카즈히코)
- 기동전사 건담SEED DESTINY 연합vs.Z.A.F.T.II (무우 라 프라가, 네오 로아노크)
- 제노사가 에피소드III[차라투스트라는 이렇게 말했다.] (토니)
- 쓰르라미 데이 브레이크 (아카사카 마모루)
- 츠요키스 (다테 스바루, 점장, 텐노우지) : 사쿠마 타쿠야 (柵間拓哉) 명의
- 마브러브 전연령판 (사자리 나오야, 이치몬지 타카하시)
- 마브러브 올터네이티브 전연령판 (사자리 나오야, 이치몬지 타카하시)
- 영웅전설 VI 천공의 궤적 FC (올리비에 렌하임)
- 물의 선율2 비의 기억 (키리하라 타쿠야)
- 파레드레느 (에반질)
- 서몬 나이트4 (신겐)
- 미니키스 (다테 스바루, 점장, 텐노우지) : 사쿠마 타쿠야 (柵間拓哉) 명의
- 시클렛 오브 에반게리온 (아오바 시게루)
- 전국 바사라2 (사루토비 사스케)

2007년
- ONE PIECE 언리미티드 어드벤처 (아오키지)
- ONE PIECE 기어 스피릿츠 (아오키지)
- 연희무쌍 ~두근☆소녀들의 삼국지 연의~ (우길) : 잭 클라우드 (ジャック・クラウド) 명의
- 세인트 세이야 명왕 하데스 12궁편 (천맹성 와이번 라가만티스)
- 하트 나라의 앨리스 ~Wonderful Wonder World~ (유리우스 몬레이)
- 두근두근 메모리얼 Girl's Side 1st Love (히무로 레이이치)
- 리즈의 아틀리에 ~오르돌의 연금술사~ (에이리 미터)
- 영웅전설 VI 천공의 궤적 the 3rd (올리비에 렌하임)
- 이니셜D ARCADE STAGE 4 (타카하시 류스케)
- 테일즈 오브 팬덤 Vol.2 (제이드 커티스)
- 은혼 긴토키와 함께! 나의 카부키쵸 일기 (타카스기 신스케)
- 은혼 은구슬 퀘스트 긴토키가 전직하거나 세계를 구하거나 (타카스기 신스케)
- 윌 오 위스프 (이그니스)
- Another Century's Episode 3 THE FINAL (아스함 분 김 긴가남)
- DEAR My SUN!! ~아들★육성★광소곡 (MELODY(멜로디))
- 소문의 미도리!! 여름색의 스트라이커 (이케부쿠로 타츠야)
- 유☆희☆왕 듀얼 몬스터즈GX 태그 포스2 (사이오 타쿠마)
- ASH -ARCHAIC SEALED HEAT- (단)
- 알 트네리코2 세계에 울리는 소녀들의 창조시 (알프만 우라노스)
- 슈퍼 로봇 대전Scramble Commander the 2nd (젝스 마키스, 네오 로아노크, 무우 라 프라가)
- 마이셀프 ; 유어셀프 (와카츠키 슈스케)
- Kingdom Under Fire : Circle Of Doom (라인할트)
- 슈퍼 로봇 대전OG 외전 (슈우 시라카와)
- 전국 바사라2 영웅외전 (사루토비 사스케)

2008년
- 초 극장판 케로로 중사3 천공 대작전입니다! (쿠루루 상사)
- 노스트라다무스에게 물어봐♪ (노스트라다무스) : 壬申乱 명의
- LUX-PAIN (류우 이)
- 츠요키스 2학기 (다테 스바루, 점장) : 藤景吾 명의
- 마인탐정 네우로 네우로와 야코의 미식삼매 추리 그루메&미스테리 (노가미 네우로)
- 윌 오 위스프 ~이스터의 기적~ (이그니스)
- 아이돌 마스터 SP(쿠로이)

2009년
- 조커 나라의 앨리스 ~Wonderful Wonder World~ (유리우스 몬레이)

2013년
- 죠죠의 기묘한 모험 올스타 배틀 (디오 브란도)

2014년
- 바요네타 2 (가면의 현자/발더)
- 하얀고양이 프로젝트 (쥬다 바르 어웰서)

2021년
- 쿠키런:킹덤 (닌자맛 쿠키)

### CD 드라마
1997년
- 타임 크라이시스(셰르드 가로)